# Caspar Frederik Myhlenphort
Caspar Frederik Myhlenphort (28. april 1659 på gården Lille Fosen (hvor Kristiansund nu ligger) – 4. september 1737 i Trondhjem) var en dansk-norsk officer.
Han var søn af ritmester i Sachsen-Gotha, senere toldforvalter i Nordmøre og Romsdal, Diderik Myhlenphort og Anna Catharina Badenhaupt, stod to år som fyrværker ved det holstenske artilleri, blev 1689 fændrik ved bergenhusiske nationale Infanteriregiment, men kort efter forsat til frikompagniet i Bergen, gjorde – sandsynligvis medens han var i denne stilling – to år fransk krigstjeneste som løjtnant, blev 1694 løjtnant ved Bergenhusiske Regiment, 1698 kaptajn i trondhjemske nationale Infanteriregiment, 1705 sekondmajor, 1709 virkelig major, 1711 karakteret oberstløjtnant ved 1. trondhjemske nationale Infanteriregiment, 1717 virkelig oberstløjtnant og samme år oberst og chef for det nyoprettede 3. trondhjemske nationale Infanteriregiment. Under krigen havde han 1717 kommandoen i Sælbo, høsten 1718 kommanderede han fem kompagnier infanteri i Størdalen, og ved generalløjtnant Armfelts fremrykning mod Trondhjem blev han kommandant på Christianssten med 1000 mands besætning. Myhlenphort blev 1731 brigader, 1733 generalmajor og døde i Throndhjem 4. september 1737.
Myhlenphort skal en tid (1710) have ejet gården Fredø ved Christianssund og arvede 1716 (1715?) efter sin barnløse, ved den tid afdøde broder Diderik sit fødested Lille Fosen; han ejede desuden den mindste af de to Stabben gårde samt gården Rejtgærdet i Opstrinden ved Trondhjem.
Han blev gift 1705 med Margrethe Marie von Hatten (1679-1737), datter af generalmajor Bendix von Hatten. Såvel Myhlenphort som hans hustru blev bisat i et af ham opført gravkapel i Trondhjem Domkirke.